# 陰獣 (2008年の映画)
『陰獣』（いんじゅう、Inju : la Bête dans l'ombre）は、2008年のフランスのサスペンス映画。江戸川乱歩の小説『陰獣』を原作としている。撮影は金沢と東京で行なわれた。

## ストーリー
フランスの人気推理小説家アレックスは、敬愛する日本の作家・大江春泥（おおえしゅんでい）の作品を意識した新作のプロモーションのために日本にやってくる。大江に会えることを期待していたアレックスであったが、極端な人間嫌いの大江の顔を見た者は誰もいなかった。
そんなとき、出版社の接待で京都のお茶屋を訪れたアレックスは、フランス語を流暢に話す芸妓・玉緒と出会う。

## キャスト
- アレクサンドル（アレックス）・ファヤール - ブノワ・マジメル
- 玉緒 - 源利華
- 本田ケン - 島岡現： 白文館のアレックス担当編集者。
- 茂木リュウジ - 石橋凌
- 藤警部 - 菅田俊： 京都府警刑事。
- 泡瀬 - 福井友信： 白文館元編集者。
- 松本警部 - 西村和彦： 劇中映画『卑しき獣』の登場人物。
- くみこ - 霧島れいか： 劇中映画『卑しき獣』の登場人物。
- 大江春泥 - 辻本一樹
- ピエール - モーリス・ベニシュ（フランス語版）（特別出演）： アレックスの担当編集者。
- お茶屋の女将 - 藤村志保（特別出演）